# Semaeopus sigillata
Semaeopus sigillata är en fjärilsart som beskrevs av Walker 1862. Semaeopus sigillata ingår i släktet Semaeopus och familjen mätare. Inga underarter finns listade i Catalogue of Life.